# Révolution constitutionnelle persane
Ne doit pas être confondu avec Révolution iranienne.
La révolution constitutionnelle persane (en persan : Enghelab-e Mashruteh / انقلاب مشروطه) (appelée aussi révolution constitutionnelle de l'Iran) contre le règne despotique des chahs Qadjar commença en 1905 et dura jusqu'en 1911. Elle eut pour conséquence la fondation d'un parlement en Perse (Iran), le Madjles.
Le mouvement, cependant, ne cessa pas avec la révolution et fut suivi du Mouvement constitutionnaliste du Guilan.
Des personnages comme Sardar Assad, Sattar Khan, Yeprem Khan et Bagher Khan, de puissantes tribus comme les Bakhtiari et des villes comme Tabriz jouèrent des rôles significatifs dans ce mouvement.
La révolution constitutionnelle persane est le premier événement de ce genre au Moyen-Orient. Elle ouvrit la voie à des changements importants en Perse, la faisant ainsi entrer dans l'ère moderne. Elle permit la tenue de débats sans précédent dans une presse bourgeonnante destinée à la petite frange alphabétisée du pays. La révolution créa, dans un pays pauvre et extrêmement arriéré par rapport à ses voisins, de nouvelles occasions et de nouvelles perspectives à un Iran qui apparaissait sans frontières. De nombreux groupes différents se battirent pour définir la forme finale de cette révolution, et toute la société en fut finalement changée d'une manière ou d'une autre. L'ordre ancien, que défendaient Nassereddine Chah et ses successeurs, fut finalement dépassé pour être remplacé par de nouvelles institutions, de nouvelles formes d'expression et un ordre social et politique nouveau.

## Historique
L’Iran était jusqu’ à la deuxième moitié du 19e siècle à l’écart des débats du monde moderne. Les Iraniens vivaient sous des monarchies. Depuis l’époque des Séfévides (ou Safavides) au 16e siècle, les religieux soutenaient l’ordre royal. La Dynastie de Qadjar présenta des portraits des despotes débauchés. À cette époque-là, les dépenses de la cour royale furent excessives et n'étaient destinées qu'à financer les loisirs des rois. Vraisemblablement, le voyage de rois comme Nasser eddin chah, tourna le regard iranien du pays d'Orient vers l'Occident.
Les intellectuels modernistes mettent la question de l’identité nationale au centre des débats et des luttes politiques lors de la révolution constitutionnaliste de 1906. La vente de concessions commerciales à des pays étrangers est l'élément qui froisse ce sentiment national et déclenche le mouvement de révolte. Les protestataires demandent une Constitution qui réduise les pouvoirs du Chah au profit d'un Parlement. Ce projet fait l'objet d'âpres discussions parmi les religieux : si Muhammad Hossein Naini prend le parti des constitutionnalistes, Fazlollâh Nuri dénonce le régime parlementaire comme contraire aux préceptes de l'islam. Pour ce dernier, musulmans et non musulmans ne sauraient bénéficier d'un statut d'égalité, et seuls des religieux peuvent diriger les affaires humaines. Mozaffareddine Chah consent à instituer une Assemblée nationale consultative (Majles-e chura-ye melli) fin 1906. Mais son successeur Mohammad Ali Chah la renverse par un coup d'État en 1908, ce qui provoque la colère des constitutionnalistes. Ceux-ci marchent alors sur Téhéran, déposent le Chah en 1909 et restaurent le Majles.
Ce second Majles est miné par les divisions. La Grande-Bretagne et la Russie, inquiètes des désordres, envoient des troupes en Perse. La révolution ayant pour but initial de réduire l'ingérence de ces puissances étrangères, la Russie impose un ultimatum pour imposer ses intérêts. C'est la fin du second Majles, en décembre 1911, qui marque la fin de la période de la Révolution constitutionnelle.
La loi électorale est amendée en 1911. Elle institue le suffrage universel, cependant limité aux hommes. C'est en 1963 que le droit de vote est accordé aux femmes.